# BI-3755
La carretera BI-3755 es una carretera local de la red provincial de carreteras de la provincia de Vizcaya, en España. Conecta las localidades de Valle de Trápaga y La Arboleda, con una longitud de 6654 metros.
Dentro de la red provincial de carreteras, está catalogada como perteneciente a la red local amarilla.